# Marnixplein 2C-8M
Marnixplein 2C-8M is een wooncomplex aan het Marnixplein ingeklemd tussen de Marnixstraat en de Lijnbaansgracht in Amsterdam-Centrum, de Jordaan. Van origine zitten er 20 eenkamerwoningen en 16 tweekamerwoningen in. Een aantal jaren na oplevering kwam ten zuiden van het complex een wijkgebouw
Na het slechten van de stadswal, en de verbreding van de Marnixstraat rond 1862 met delen van de langs de Lijnbaansgracht gelegen lijnbanen, was ruimte ontstaan voor de bouw van woningen. Veel kavels werden uitgegeven aan particulier initiatief. Woningbouwverenigingen bouwden er arbeiderswoningen en beleggers in vastgoed zetten er revolutiebouw neer voor de verhuur. Ten noorden van de ingang van de Westerstraat en ten zuiden van de voormalige Zaagbarrière, aan het Marnixplein, bouwde de Remonstrantsche Stichting in 1875 een complex met 36 arbeiderswoningen.
De architect was Gerlof Salm. Hij bracht de woningen onder in vier huizen, 2 smalle in het midden met tweekamerwoningen en twee bredere, iets vooruitspringende, aan weerszijden met vier rug-aan-rug-woningen van één kamer per verdieping, twaalf per portiek. De bouw van deze woningen door een kerkgenootschap was een rechtstreeks gevolg van een rapport dat was geschreven in 1870 door Henrick S. van Lennep, J.B. Stokvis en G.H. Kuiper, waarin kerkelijke instanties werden uitgenodigd eenvoudige woningen te bouwen voor de minstbedeelden. Niet als investering, maar met een minimaal rendement op het geïnvesteerde vermogen om de huren betaalbaar te houden voor de doelgroep.
De Remonstrantsche Gemeente werd over de streep getrokken door Everdina Wilhelmina de Lanoy-van Manen, weduwe van de in 1874 overleden Frans de Lanoy. Uit zijn nalatenschap deed zij een schenking van 72.000 gulden voor de bouw. De woningen moesten worden verhuurd door de Remonstrantsch Gereformeerde gemeente. Leden van deze gemeente zouden de voorkeur hebben, maar gezinnen met een andere geloofsbelijdenis zouden niet worden uitgesloten. De helft van de zuivere opbrengst zou ten gunste moeten komen van diaconie, de andere helft voor een weduwen- en wezenfonds. De eerste bewoners waren 26 remonstrantse gezinnen en 10 niet-remonstrantse, die wekelijks fl. 1,75 tot fl. 3,- huur betaalden.
Tot 1976 werd het blokje beheerd door de Remonstrantsche gemeente. Aangezien deze stichting niet was erkend als woningcorporatie en daarom geen aanspraak kon maken op broodnodige rijkssubsidies voor renovatie tot hateenheden, verkocht de stichting het blok in 1976 aan de gemeente Amsterdam. De Stichting HUIS (Huisvesting Uit Ideëel Oogpunt) verhuurde de woningen nog een aantal jaar aan jongeren, voordat het Gemeentelijk Woningbedrijf Amsterdam een renovatie uitvoerde in 1982. Sindsdien worden de 36 "burger- en werkmanswoningen" verhuurd aan één- en tweepersoonshuishoudens.
Het Gemeentelijk Woningbedrijf Amsterdam werd in 1994 geprivatiseerd in de Stichting Het Woningbedrijf Amsterdam. Tussen 2004 en 2014 fuseerde deze stichting met woningcorporaties in Almere, Amsterdam, Alkmaar, Haarlem,  Haarlemmermeer en Weesp tot de huidige Stichting Ymere, waardoor een van de grootste woningcorporaties van Nederland ontstond. De woningen worden tegenwoordig verhuurd door deze woningcorporatie (gegevens 2017).

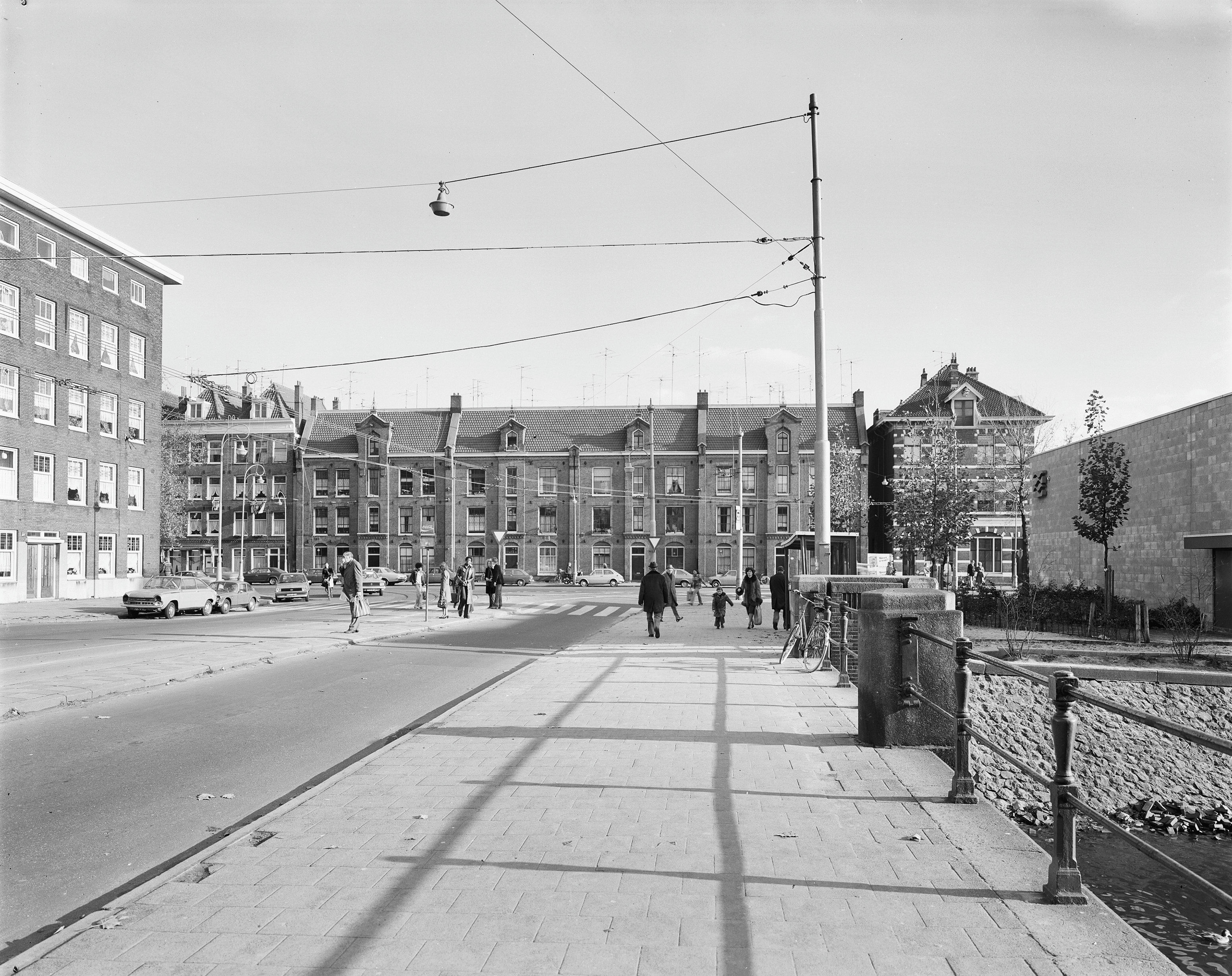
Links Marnixplein 10-12, midden Marnixplein 2c-8, Zaagpoortbrug op voororgrond (1976)
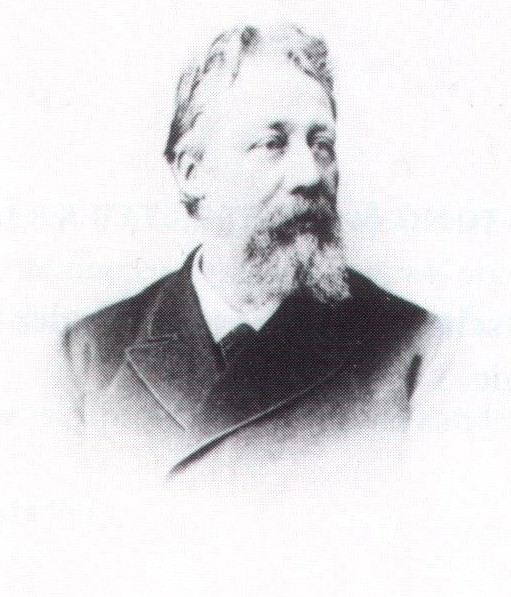
Portret van G.B. Salm in jubileumboek van de Maatschappij tot Bevordering der Bouwkunst